# Щеколдін Федір Іванович
Щеколдін Федір Іванович (рос. Щеколдин Фёдор Иванович, 29 травня 1870, с. Санніково*, Кінешемський повіт, Костромська губернія, Російська імперія — 1919, Петроград, РРФСР) — Спадковий Почесний Громадянин із династії Щеколдіни-Міндовські, революціонер, толстовець, соціал-демократ, письменник, поет, літератор. Член Політичного бюро ЦК РСДРП з 1898 р. Один із перших кавалерів ордену «Обезвелволпала».
Організатор Північного Робочого союзу, співзасновник, видавець і агент газети «Іскра», журналу «Заря» та іншої революційної літератури, співзасновник Російської соціал-демократичної робітничої партії (РСДРП), член і агент ЦК РСДРП, організатор і делегат II з'їзду РСДРП, один з організаторів Першої російської революції 1905—1907 рр. Сподвижник і друг Ульянова В. І. (Леніна), Плеханова Г. В., Аксельрода П. Б., Арманд І. Ф., Дейча Л. Г., Карла Лібкнехта. Був наставником в соціал-демократичній справі для багатьох учасників обох революцій (1905, 1917 рр.), зокрема Фрунзе М. В., Я. М. Свердлова, А. В. Луначарського, О. А. Варенцової, Любимова І .Е., Носкова В. А., П'ятницького О. А. і багатьох інших. У своїх листах Ленін завжди використовував конспіративний революційний псевдонім «ПОВАР». Федір Іванович обіймав примиренську позицію у відносинах між меншовиками і більшовиками. В останні роки життя був меншовиком.
Публіцист, критик імперіалізму, ідейний прихильник реформи Російської імперії в конфедерацію, теоретик і практик здійснення соціал-демократичної революції, побудови соціал-демократичного суспільства.
Після Першої російської революції активно займався творчістю і літературою. Будучи кавалером «Обезвелволпала» Федір Іванович увійшов в коло літературно-мистецької еліти Петербурга і Росії початку ХХ століття. Близький друг письменників К. Д. Бальмонта, О. М. Ремізова, К. І. Чуковського, О. М. Велігорської — внучатої племінниці Тараса Шевченка (одного разу Щеколдін був заарештований на її квартирі) і багатьох інших сучасників. Зробив величезний вплив на життя і творчість Олексія Ремізова і багатьох інших письменників і поетів-сучасників. Автор оповідань, повістей, віршів, рецензій.

## Біографія
Народився Щеколдін Федір Іванович в Шуйсько-Кінешемському купецькому роду Спадкових Почесних Громадян Російської Імперії. «Щеколдін — відомий у Шуї і Кінешмі купецький рід. Походження хлопчика зумовило його любов до старовини і релігійність.» — Л. Я. Дворнікова про Федора Івановича. Згідно метричного запису Петропавлівської церкви с. Тезіно батьком Федора був І. Г. Щеколдін, народився в д. Тарбаева Шуйського повіту, Володимирської губернії. З середини 1860-х років він проживав в різних місцях на території сучасного міста Вічуга (с. Нова Гольчіха, с. Тезіно, д. Горки). Мати — Авдотья Малахієвна, до шлюбу Міндовська, походить із родини Малахія Андрійовича Міндовського, кінешемського купця, який проживав в с. Нова Гольчіха, Спадкового Почесного Громадянина.
Після передчасної смерті батьків, його дядько — Міндовський Андрій Малахієвич забрав осиротілих Федора Івановича з сестрами до себе в Нову Гольчіху і послав вчитися в побудовану, фінансовану та керовану Міндовськими — Микольську церковно-приходську єдиновірську початкову школу, що знаходилась у тому ж селі. Подорослішавши, сестри — старша Юлія Іванівна і молодша Ганна Іванівна, в шлюбі Малініна, повернулися в родовий маєток Щеколдіних, в с. Дунілово Шуйського повіту Володимирської губернії. В майбутньому допомагало революціонеру — Повару замітати сліди перед голубими мундирами (співробітники Таємної поліції).
Щеколдін Ф. І. є одним з героїв книги спогадів А. М. Ремізова «Іверень». Йому присвячена глава «Сім бісів», в розширеному вигляді вперше опублікована в 1927 році. Перший розділ має підзаголовок «Старець», який дає стильовий камертон для зображення Щеколдіна. Його образ зображується Ремізовим відповідно до канонів давньоруської агіографічної літератури: «Федір Іванович Щеколдін кореня костромського і мова його округла.»

### Молодість
З 1878 по 1881 рік навчався в Микольськії церковно-парафіяльній єдиновірській початковій школі, села Нова Гольчіха (зараз-Початкова школа № 4, м. Вічуга, Іванівська обл., РФ — є  пам'ятником історії і культури, як школа в якій навчався Щеколдін Ф. І.).
Закінчив Кінешемське повітове училище.
Навчався в Московському університеті.
У 1890 році почав працювати вчителем в церковно-приходській школі села Митрофанова Шуйського повіту.

### Революційна діяльність

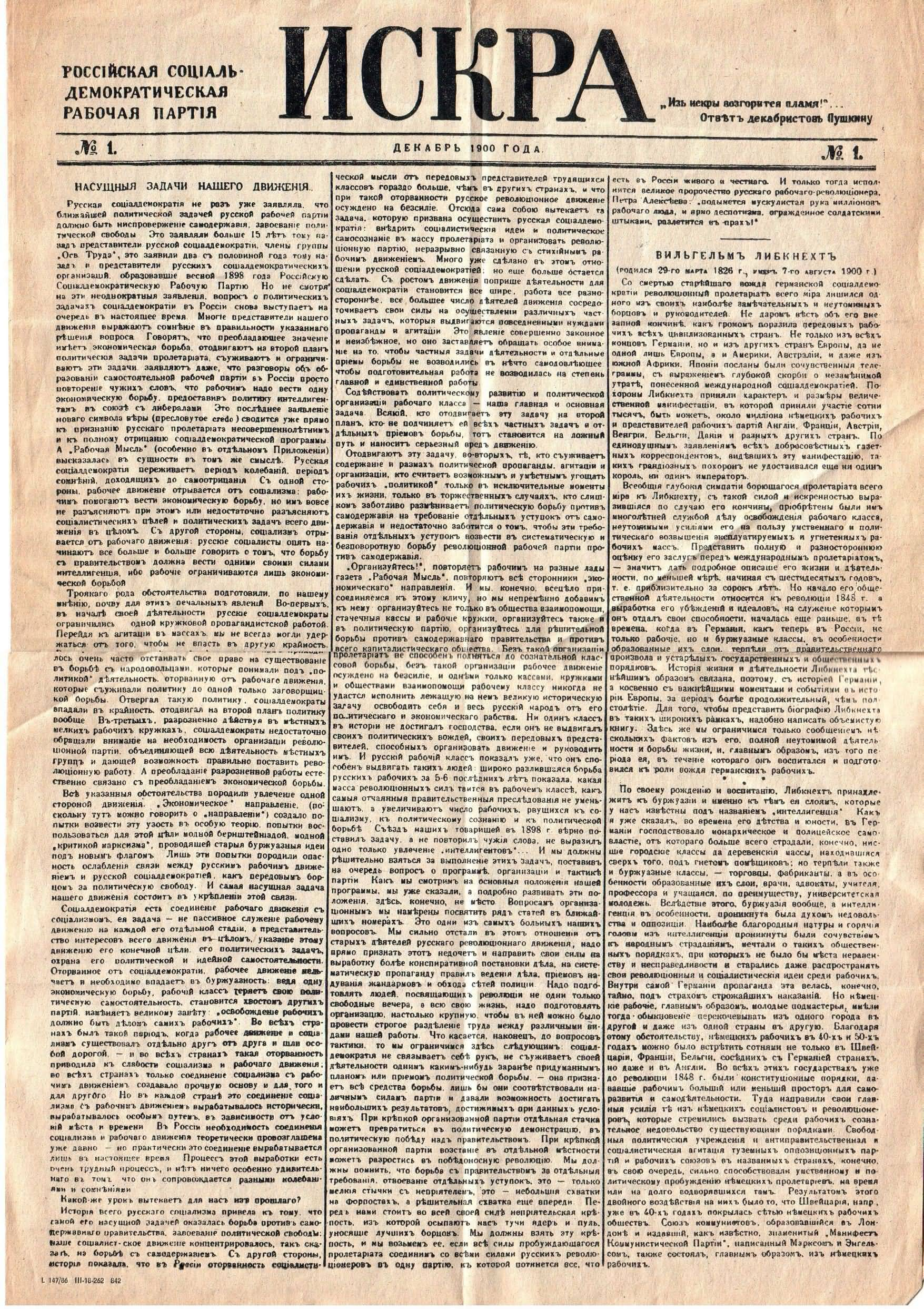
Перший номер газети «Іскра»

1890 р. — як церковно-парафіяльний вчитель, Щеколдін поширював прокламації серед фабричних робітників в Шуйскому і Кінешемському повітах.
1892 р. — в кінці року Федір Іванович разом з Багаєвим очолили оформлену організацію.
1895 рік — маївка в Іваново-Вознесенську, один з організаторів «Іваново-Вознесенський робочий союз» разом з Кондратьєвим Ф. А., О. А. Варенцовою, Кудряшовим, Євдокимовим Е. А., С. П. Шестерніним.
```
Незабаром в керівний колектив увійшов також вчитель Ф. І. Щеколдін ... Він мало говорив про свою роботу, а тим часом його роль у розвитку соціал-демократичного руху в 
Іваново-Вознесенську
 значна. Худий, з рідким світлим волоссям, з маленькою рудуватою борідкою і вусами, він справляв враження людини не від світу цього. Він відрізнявся якоюсь особливою любов'ю і відданістю до товаришів, які в свою чергу любили і цінували його. З першої зустрічі у нас встановилися з ним дружні, теплі стосунки, які не припинялися аж до його смерті в 
1919
 році. Він часто бував у мене, і ми багато говорили з ним. (Зі спогадів С.П. Шестерніна).
```

Березень 1898 року — на першому з'їзді в Мінську співорганізатор і співзасновник РСДРП (Російська Соціал-Демократична Робітнича Партія) — заснована в Російській імперії. Став членом і агентом Центрального Комітету (ЦК РСДРП).
1898 р. — один з керівників першого загального страйку в Іваново-Вознесенську. Притягувався поліцією за звинуваченням у приналежності до гуртка, який він організував в Іваново-Вознесенську для соціал-демократичної пропаганди. Гурток цей був пов'язаний з московським «Союзом боротьби за визволення робітничого класу», до якого він приєднався, навчаючись в університеті.
2.04.1899 р. — був визначений під особливий нагляд поліції і поселений у Воронежі, де служив в земській управі. У Воронежі Щеколдін зав'язав чимало знайомств із місцевими засланцями.
1900 г. — один з організаторів Північного Робочого союзу і газети «Іскра».
11.04.1900 — 25.02.1902 р. — Після участі з Леніним у Псковській нараді Федір Іванович був заарештований і засланий в м. Усть-Сисольськ Вологодської губернії під гласний нагляд поліції за державний злочин.
1901 р. — на засланні, в м. Усть-Сисольськ познайомився з молодим, поки ще не письменником, О. М. Ремізовим, взявши його під свою опіку. Зі спогадів О. М. Ремізова про своє вигнання:
«Прихистив Федір Іванович Щеколдін, староста і скарбник, найстаріший з засланців, учитель, подобу Варлаама індійського…»
Квітень 1902 року — повернувся до Воронежа.
Травень 1902 року — знову займався пропагандою серед фабричного населення Шуйського повіту. Щеколдін використовував для цього свої родинні зв'язки: в Шуйском повіті жили у його сестер Юлії Іванівни і Анни Іванівни, в Іваново-Вознесенську — дядько, інший дядько — в селі Нова Галачіха. За агентурними даними входив в керівний центр Північного Робочого союзу і був членом редколегії газети «Іскри», учасником обговорення проекту програми Російської соціал-демократичної робітничої партії (РСДРП).
13.07.1902 р — під час обшуку у нього виявили адреси, які свідчили про його зв'язки з «Іскрою» і «Зорею». Щеколдіну вдалося сховатися від арешту і виїхати до Німеччини. У Берліні під ім'ям «Степана Рунова» продовжував активно займатися революційною діяльністю.
1902—1903 рр. — транспортував іскрівську літературу з-за кордону в тому числі.
```
«...ми вирушили в 
Берлін
, і мені довелося знову поїхати на кордон для розширення зв'язків, так як стояла відправка великої кількості літератури в Росію ... На кордон я поїхав з Носковим і Поваром, він же Дядя (Федір Іванович Щеколдін). Після приїзду в 
Ширвінд
 або 
Нейштадт
, на самому прусько-російському кордоні ... з вікна будинку, де ми зупинилися, було видно, як Повар крокував у напрямку до цвинтаря, який лежав вже на російській стороні. Ми були впевнені, що він благополучно перебереться, бо солдати прикордонної варти були підкуплені. Тим більш ми були вражені, коли почули постріл в той момент, коли Повар вже добрався до цвинтаря. Як з'ясувалося після, Повар був затриманий тому, що офіцеру прикордонної варти заманулося прогулятися по кладовищу. Коли солдат побачив офіцера, йому нічого не залишалося робити, як підняти тривогу. Через кілька днів Повар отримав на руки всі документи про своє затримання, і в той час, коли вирушав до повітового міста Етап, з яким повинні були відправити і його, він сів в карету, дістався в ній до найближчої залізничної станції, віддаленої достатньо, але далеко від кордону, звідки і поїхав у 
Вільно
, де повинен був чекати Носкова. Його вдалося викупити за 15 рублів. Поки ми чекали від'їзду Повара з прикордонного російського містечка, з Росії в кінці березня 
1903
 року приїхала 
іскрівка
 Костя — Розалія Самсонівна Гальберштадт, член Організаційного комітету по скликанню II з'їзду партії (після розколу вона стала меньшевичкою, а у 
1907
 році приєдналася до ліквідаторів). Таким чином, кордон ... в кінці 
1902
 року був випробуваний при переходах в Росію і з Росії».
— зі спогадів О. А. П'ятницького
```

Лютий 1903 року — у «Відкритому листі в № 34 „Іскри“» від імені Союзу заявив про повну солідарність з програмою «Іскри» і «Зорі» та книгою Леніна «Що робити?», визнав «Іскру» і «Зорю» керівними органами РСДРП.
23 травня 1903 року був заарештований в Шарлоттенбурзі за проживання за підробленим паспортом на ім'я болгарина Дімчо Попова. На суді у Мюнхені його захисником виступив Карл Лібкнехт, домігся звільнення. Потім Федір Іванович був висланий до Росії.
Липень-листопад 1903 року — особисто займався організацією і підготовкою в Брюсселі до другого з'їзду РСДРП. Другий (Брюссельський) з'їзд РСДРП був зірваний місцевою поліцією і делегати перебралися з Брюсселя до Лондона, де його і провели. В результаті на з'їзді відбувся поділ на групи більшовиків і меншовиків. Також на з'їзді було прийнято програму партії. 1 листопада 1903 Ленін вийшов з редакції «Іскри», газета перейшла в руки меншовиків.
9 січня 1904 р. — до надвірного радника, колишнього члена Ковенської губернської в селянських справах присутності Ф. А. Михайлівського таємно прибув Федір Іванович з Вільнюса.
1904 р. — в Харків до місцевого есдека Кондратьєва Ф. А. зі Швейцарії з'явився Щеколдін Ф. І., як представник Леніна, і вів переговори з місцевою організацією соціал-демократичної партії. Було щось на зразок з'їзду, були представники з Києва.
6—7 лютого 1905 року — був заарештований в Санкт Петербурзі на квартирі Інеси Федорівни і Володимира Арманд. Подружжя Арманд, які як і Щеколдін Ф. І., належали до ЦК соціал-демократичної партії, налагоджували зв'язки з соціалістами-революціонерами з метою придбання зброї для партії, для чого оселилися на одній квартирі з одним із учасників московської терористичної групи, що займалася виготовленням вибухових речовин і метальних снарядів. Інесу і Володимира викриває опитування прислуги, яка стверджувала, «що Армандо і проживає[що?] у них Миколаєва відвідували обвинувачені Щеколдін, Фортунатов, Бенні і Матвєєв». Сам же «Щеколдін, давши відомості про свою особу, від пояснень по суті обвинувачення відмовився».
9 лютого 1905 року прибув до Москви для прийняття участі на проведеному з'їзді районних представників Центрального Комітету РСДРП, де був заарештований в квартирі  літератора Л. М. Андреєва.
10 лютого 1905 року потрапив до Таганської в'язниці за організацію і проведення таємних зборів ЦК РСДРП, випущений разом з Анрєєвим Л. М. під заставу, внесену Савою Морозовим. Після чого Морозов терміново покинув Росію, і в Каннах, в готельному номері 13 травня 1905 був знайдений мертвим з простреленими грудьми.

### Творчий шлях
C 1891 по 1895 року у Новій Гольчисі в будинку Міндовських Федір Іванович, залучивши своїх двоюрідних братів Міндовських, видавав рукописний журнал «Дзвінок». У ньому містилися його перші вірші, розповіді, а також байки, еппіграми, карикатури, ребуси. Він висміював звичаї і побут місцевих купців, шинкарів, попів.
В початку 1907 року поновилися його дружні стосунки з О. М. Ремізовим і С. П. Ремізовою-Довгелло. Вели активну переписку до 1917 року. У листі від 3 березня 1907 року писав, що живе в маєтку і працює вчителем на Станції Буча Південно-західної залізниці Київської губернії.
Після революції, наприкінці 1907 року, відійшов від політичної діяльності, став меншовиком, письменником-літератором, поетом. Революційні події 1905—1907 років звільнили Щеколдіна з-під негласного нагляду поліції.
У 1908 році зі своєю сестрою Ганною Іванівною і її чоловіком Павлом Миколайовичем Малініним відвідали Ніццу, де познайомилися з соціалістом Дмитром Григоровичем (або Георгійовичем).
6 грудня 1910 р — переїхав до Пензи і поступив на службу в банк.
20 травня 1913 року виїхав слідом за подружжям Ремізових і зустрівся з ними в Парижі або в Швейцарії.
Після революційних роз'їздів, приблизно в 1914 році переїхав на постійне місце проживання в Санкт-Петербург і став частим відвідувачем літературних вечорів у О. М. Ремізова. Будучи кавалером «Обезвелволпала» Федір Іванович увійшов в коло літературно-мистецької еліти Петербурга початку століття. Є рецензентом письменників-сучасників: О. О. Блока, С. О. Єсеніна, К. І. Чуковського, О. М. Ремізова, В. В. Маяковського і безліч інших.
З 1915 по 1917 року відвідує друзів і родичів в Європі та Росії. Листи з міст: Кінешма, Павлово Нижегородської губернії, Житомира, Пензи, Єсентуки інформативні за змістом.
У квітні 1915 року, на одному з літературних вечорів Федір Іванович познайомився з Сергієм Єсеніним і затоваришував з ним.
У 1916 році відправив один лист О. М. Ремізову, а також рукописи віршів і оповідань. У збірнику "Пряник осиротілим дітям (збірник на користь притулку «Дитяча допомога») не без сприяння О. М. Ремізова була опублікована розповідь Ф. І. Щеколдіна «Сонце грає».
3 і 4 квітня 1917 (Великдень — 2 квітня), святкували у О. М. Ремізова, Щеколдін Федір Іванович був із Григор'євою Наталією Василівною. Так само прийшли О. О. Блок, Л. Добронравов, І. А. Рязановський, А. М. Коноплянцев, Розумник Васильович. Прокоф'єв грав своє «мімольотноє», — так назвав він нові свої п'єси — музику.

### Смерть
Помер від висипного тифу у лютому 1919 року у Санкт-Петербурзі. Похований в Олександро-Невській Лаврі. О. М. Ремізов відгукнувся на його смерть невеликим некрологом «Пам'ять поминальна», «Три могили»:
«Друга могила в Олександро-Невській лаврі. Від висипного тифу помер Федір Іванович — Ф. І. Щеколдін. (…) З Ф. І. познайомився я на засланні в Усть-Сисольську. Він був дуже чесна людина, найнадійніша. І таким знали його в усіх куточках Росії, знали як Федора Івановича, якому можна довіряти і на якого можна покластися. Про його політичну діяльність розповість історія революції нашої, я ж згадав його велику чесність і любов його до берізок та до квіток польових — дзвіночків».
Позитивні відгуки про Щеколдіна залишили М. Горький, К. І. Чуковський, Л. М. Андреєв, О. О. Блок, С. О. Єсенін і багато інших.

## Творчість
Будучи активним толстовцем, починав творити в російському класичному дусі. Оповідання та повісті: «Казанська», «Павлушкін хрест», «Спадкові почесні», «Антиквар», «Гусляр», «Лістьєв лепет …», «Сонце грає», «Електричне сонце».
Розповідь Щеколдіна «Казанська» є спогадом про ранні дитячі роки.

Пізня розповідь Щеколдіна «Спадкові почесні» має автобіографічний підтекст і відтворює  його дитинство. Герой оповідання — сирота потрапляє на ткацьку фабрику. Важка праця, грубе і чуже оточення, образи — непосильним тягарем лягають на незміцнілу душу хлопчика. Втіху він знаходить в молитві:
«В лісі на Крутісі звернув із стежки, вийшов на галявину. У чагарнику і зовсім розридався, без звуку, і всі думки загубилися. Уткнувся ниць, тільки плечі здригаються. Раптом дзвін: за всеношної до євангелія дзвонили. Отямився Павлушка: як до сих пір помолитися не згадав, про угодників своїх забув! — Заквапився, змайстрував хрест з двох паличок і поставив посеред галявини. — Сюди і буду тепер ходити молитися! … Все літо зберігався хрестик. Зайде Павлуша в суботу, огорожу з каменів поправить. — Тут його „пустеля“, Може він тут і церкву побудує, коли великим стане. Може бути навіть монастир…».

## Зв'язок з Україною
(розділ в розробці)

## Сім'я й родичі
Близькі родичі Федора Івановича проживали в місті Шуя, і Шуйскому повіті Володимирської губернії; місті Кінешма і Кінешемському повіті Костромської губерні, Москві, Санкт-Петербурзі, та ін., Серед них:
- Малініна Г. І. (до шлюбу Щеколдіна) (1872—1919 рр.) — молодша сестра, Спадкова Почесна Громадянка, жила в с. Дунілово, Шуйського повіту, Володимирської губ., Була вбита на Тамбовщині.
- Щеколдін Г. В. (1800—1871 рр.) — дід, Спадковий Почесний Громадянин, міський Голова м. Шуя, Володимирської губ.
- Щеколдін В. С. — дядько, купець, Спадковий Почесний Громадянин, власник писче-паперових і картонних фабрик, Кінешемский повіт, Костромської губ.
- Малінін М. П. (1890—1914 рр.) — племінник, Спадковий Почесний Громадянин, Прапорщик Офіцерського складу 3-ї Російської Імператорської Армії, 98-й Юр'ївський полк. Загинув в Першу світову війну.
- Колмакова О. П. (до шлюбу Малініна) (1894—1968) — племінниця, Спадкова Почесна Громадянка, співробітниця Держбанку у м. Львів, м. Луганськ.